# RedShift
RedShift — комп'ютерний планетарій для персонального комп'ютера з Microsoft Windows, Android і iPad/iPhone. Має досить широкий спектр можливостей. Використовуються дані каталогу Hubble Guide Star Catalog II. Планетарій у розширеному форматі містить понад 100 млн зірок, більше мільйона об'єктів глибокого космосу, понад 125000 астероїдів і більше 1800 комет. Завдяки чисельній інтеграції можливий точний розрахунок параметрів руху комет і астероїдів з урахуванням впливу усіх істотних гравітаційних об'єктів сонячної системи.

## Ресурси Інтернету
- Офіційний сайт [Архівовано 22 квітня 2017 у Wayback Machine.]
- Рецензії:
  - Вадим Іванченко (1 вересня 2001 року). Рецензія на сайті журналу «Домашний компьютер». Архів оригіналу за 16 травня 2012. Процитовано 24 вересня 2011.
  - Рецензія на сайті журналу «Quantum» (англ.). Процитовано 24 вересня 2011.
  - Микола Михайлов, Г.І. Рузайкін (14.03.2002). Рецензія на сайті «Мир ПК». Архів оригіналу за 16.05.2012. Процитовано 24 вересня 2011.
  - Рецензія на сайті журналу «Хакер». Архів оригіналу за 26 вересня 2004. Процитовано 24 вересня 2011.
  - Сергій і Марина Бондаренко (13.05.2009). Рецензія на сайті «3DNews». Архів оригіналу за 22 квітня 2017. Процитовано 24 вересня 2011.